# Emmanuel De Winde
Emmanuel Jean Joseph De Winde (Brussel, 1 juni 1871 - Bosvoorde, 18 juni 1962) was een Belgisch volksvertegenwoordiger.

## Levensloop
De Winde promoveerde tot doctor in de rechten. Hij was in Elsene gemeenteraadslid van 1903 tot 1921 en van 1926 tot 1946. Hij werd ook verkozen tot provincieraadslid en werd bestendig afgevaardigde (1921-1925).
In 1925 werd hij verkozen tot katholiek volksvertegenwoordiger voor het arrondissement Brussel en vervulde dit mandaat tot in 1946.